# Кусков, Дмитрий Павлович
Дмитрий Павлович Куско́в (1906 — ?) — специалист в области железнодорожной автоматизации, лауреат Сталинской премии второй степени (1951).

## Биография
Родился 13 декабря 1906 года в Выборге (ныне Ленинградская область).
В 1930 году окончил ЛЭТИ имени В. И. Ульянова (Ленина) по специальности «транспортная связь».
С 1929 года работал в ВЭСО в качестве инженера.
С 1931 года работал в институте «Гипротранссигналсвязь» инженером, затем старшим инженером, руководителем группы.
С 1950 года был в том же институте автором крупных проектов.
С 1953 года в том же институте работал главным специалистом электрической централизации.
В 1953—1960 годах работал в Китае на автоматизации железных дорог.

## Участие в проектах
В 1935 году разработал проект электрозащёлочной централизации для станции Харьков на 156 стрелок, содержавший 440 маршрутов. Эта система была удостоена золотой медали (Гран-при) на международной выставке в Париже.
Автор проекта маршрутно-релейной централизации, которую ввели в действие в 1949 году на станции Москва-Курская-Пассажирская.
Автор проекта маршрутно-релейной централизации станции Москва-Пассажирская Октябрьской железной дороги.

## Отзывы
Придумав и разработав систему маршрутно-релейной централизации, внёс тем самым большой вклад в развитие железнодорожной телемеханики и автоматики. Будучи талантливым инженером, играл ведущую роль в разработке и проектировании новых технических решений. Являясь активным изобретателем и рационализатором, получил двенадцать авторских свидетельств на свои изобретения.

## Награды и премии
- Сталинская премия второй степени (1951) — за разработку и внедрение новой системы маршрутной централизации[2].
- Почётный железнодорожник (дважды)[1].
- Ударник сталинского призыва[1].

## Соавтор учебника
- Сигнализация, централизация, блокировка [Текст] : (Устройство и содержание) : Утв. Центр. упр. учеб. заведениями Нар. ком. пут. сообщ. в качестве учеб. пособия для курсов повышения квалификации комсостава ж.-д. транспорта, организованных согласно приказу т. Л. М. Кагановича № 128/Ц / Под ред. проф. Н. О. Рогинского ; СССР. НКПС, Центр. упр. учеб. заведениями. — Москва : Изд. и 1 тип. Трансжелдориздата, 1938—1939. — 432 с., 6 вкл. л. черт., схем. : ил.; 22 см.